# Yopougon
Yopougon är en stadsdel och kommun i Abidjan, den största staden i Elfenbenskusten. Den ligger strax väster om centrala Abidjan.